# Eric Singer Project
Eric Singer Project (abreviado ESP) es una banda de rock estadounidense. Fue fundada en los años noventa por Eric Singer, baterista de grupos como Lita Ford, Black Sabbath, Badlands, Alice Cooper y Kiss, junto a Bruce Kulick (Kiss, Grand Funk Railroad) en guitarra, John Corabi (The Scream, Mötley Crüe, Ratt) en guitarra y bajo y Karl Cochran en guitarra y bajo. La vocalización era compartida entre Eric, John y Karl. Cochran fue reemplazado por el bajista Chuck Garric (Alice Cooper, Dio).
Han grabado dos álbumes de estudio y dos álbumes en vivo hasta la fecha.

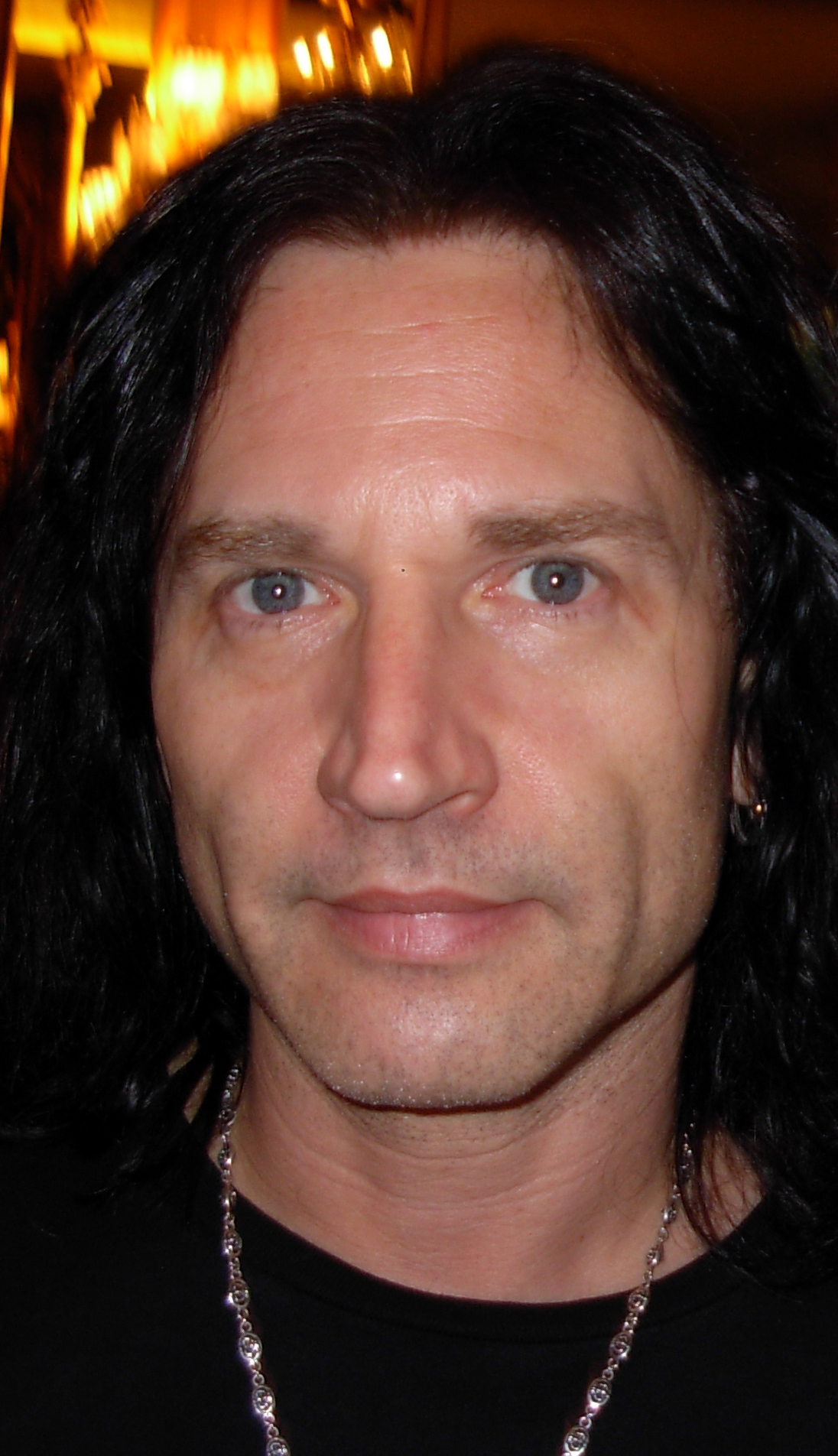
Eric Singer, líder de ESP

## Discografía

### (1998)Lost and Spaced
1. "Set Me Free"
2. "Four Day Creep"
3. "Free Ride"
4. "Still Alive & Well"
5. "Never Before"
6. "Goin' Blind"
7. "Teenage Nervous Breakdown"
8. "Changes"
9. "S.O.S. (Too Bad)"
10. "Foxy Lady"
11. "Twenty Flight Rock"
12. "Won't Get Fooled Again"
13. "Snortin' Whiskey"
14. "We're An American Band"

### (1999)ESP
1. "Teenage Nervous Breakdown"
2. "Four Day Creep"
3. "Free Ride"
4. "Still Alive & Well"
5. "Never Before"
6. "Goin' Blind"
7. "Set Me Free"
8. "Changes"
9. "S.O.S. (Too Bad)"
10. "Foxy Lady"
11. "Twenty Flight Rock"
12. "Won't Get Fooled Again"

### (2007)ESP Live in Japan
1. "Watchin' You"
2. "Love (I Don't Need It Anymore)"
3. "Unholy"
4. "Do Your Own Thing"
5. "Domino"
6. "Black Diamond"
7. "Oh! Darling"
8. "War Machine"
9. "School's Out"
10. "I Love It Loud"
11. "Power To The Music"

### (2006)ESP Live at the Marquee
1. "Do Your Own Thing"
2. "Watchin' You"
3. "Unholy"
4. "Love (I Don't Need It Anymore)"
5. "Four Day Creep"
6. "Nothing to Lose"
7. "War Machine"
8. "Jump the Shark"
9. "Born to Raise Hell"
10. "Free Ride"
11. "Power To The Music"
12. "Black Diamond"
13. "We're an American Band"
14. "I love it loud"
15. "Domino"
16. "Smoking in the Boys Room"
17. "Jungle"